# Salomé (Bijbel)

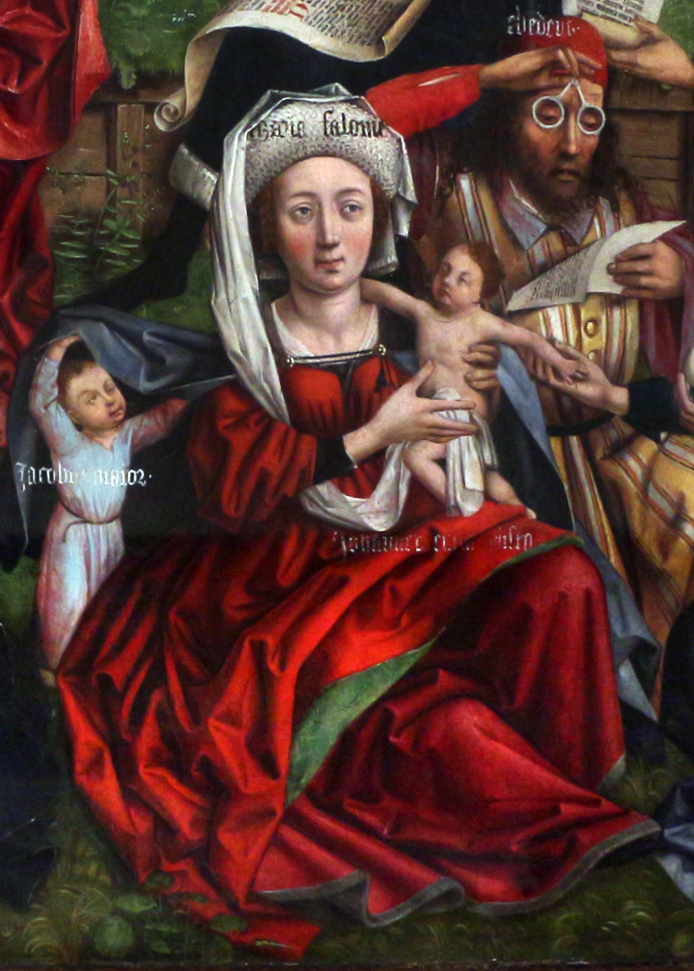
Maria van Salomé met echtgenoot Zebedeüs en kinderen Johannes en Jakobus. Detail Westfaals paneel, ca. 1480 (Schatkamer van de Sint-Servaasbasiliek, Maastricht)

Salomé, ook Salome, Maria Salomé of Maria van Salomé wordt twee keer genoemd in het Nieuwe Testament.
Volgens een apocriefe christelijke traditie is zij een van de drie Maria's. Deze Salomé is niet dezelfde als de gelijknamige Salomé II, dochter van Herodias, die optreedt in het verhaal rondom de dood van Johannes de Doper.

## Vermelding in de Bijbel
Salomé wordt twee keer genoemd in het Evangelie volgens Marcus:
Van een afstand keken ook enkele vrouwen toe, onder wie Maria uit Magdala en Maria de moeder van Jakobus de jongere en van Joses, en Salome.
Toen de sabbat voorbij was, kochten Maria uit Magdala en Maria de moeder van Jakobus, en Salome geurige olie om hem te balsemen.

### Mogelijke relaties
In de meest gebruikte interpretatie van Johannes 19:25 wordt gesproken over drie vrouwen die bij Jezus' kruisiging toekeken. Eén daarvan was de zus van Maria (moeder van Jezus), die ook Maria heette en de vrouw was van Kleopas of Klopas (dit kunnen twee verschillende personen zijn geweest). Op basis van vergelijking met Marcus 15:40 wel aangenomen dat Salomé deze zus van Maria (moeder van Jezus) was en dus ook Maria heette, vandaar de naam Maria Salomé.
Een alternatieve interpretatie van Johannes 19:25 is dat er van vier vrouwen sprake is, namelijk: Maria (de moeder van Jezus), een anonieme zuster van de moeder van Jezus, Maria (de vrouw van Klopas) en Maria van Magdala. In dat geval zou Salomé wel een zuster van Maria, de moeder van Jezus, zijn, maar zelf geen Maria (hoeven) heten en was zij ook niet de vrouw van Klopas.

## Vermelding in apocriefe bronnen
Salomé is in het apocriefe Evangelie van Thomas de vrouw die samen met een onbekende vroedvrouw voor het kindje Jezus zorgde. Hieruit ontstond later een traditie, waarin ook Salomé wordt voorgesteld als vroedvrouw. Salomé wordt later in het Evangelie van Thomas nogmaals genoemd, logion 61:
Salomé zei: "Mens, wie ben jij? Je hebt je neergezet op mijn rustbed en je eet van mijn tafel, alsof je namens iemand komt." Jezus zei haar: "Ik kom namens een gelijke. Mij werd gegeven van wat mijns vaders is." Salomé zei: "Ik ben je leerling."

## Maria van Salomé in de traditie
Maria van Salomé is volgens de middeleeuwse traditie een dochter van de heilige Anna en haar derde echtgenoot, Salomeüs of Salomé (zie: de drie Maria's). Ze is daarmee een halfzuster van Maria, de moeder van Jezus. Ze was gehuwd met Zebedeüs en kreeg met hem meerdere kinderen, waaronder twee van de twaalf apostelen: Johannes en Jakobus de Meerdere. Deze waren dus volgens de consequent doorgevoerde traditie beiden neven van Jezus.

## Maria van Salomé in de kunst

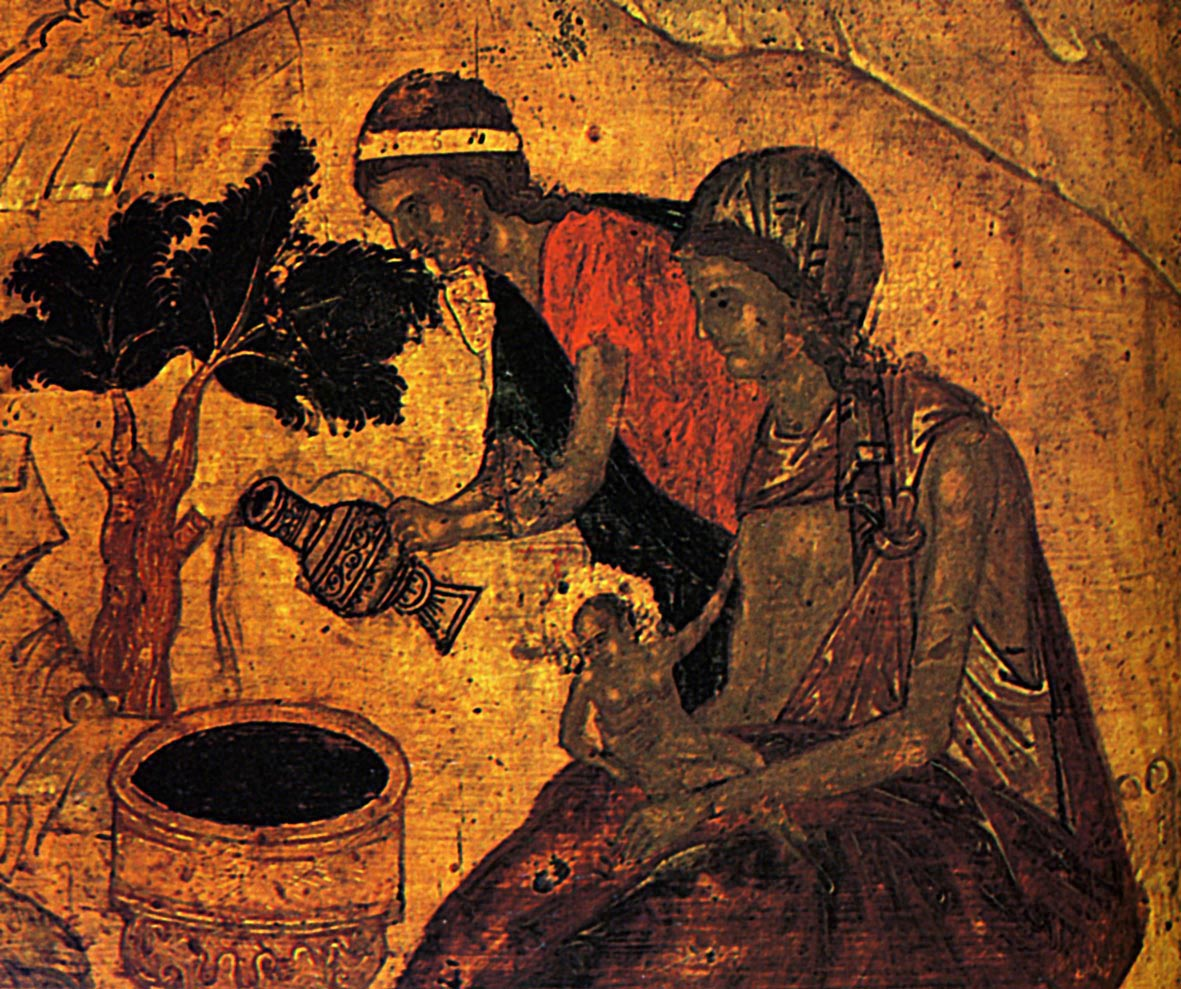
Vroedvrouw Salomé, Russische ikoon, 1405
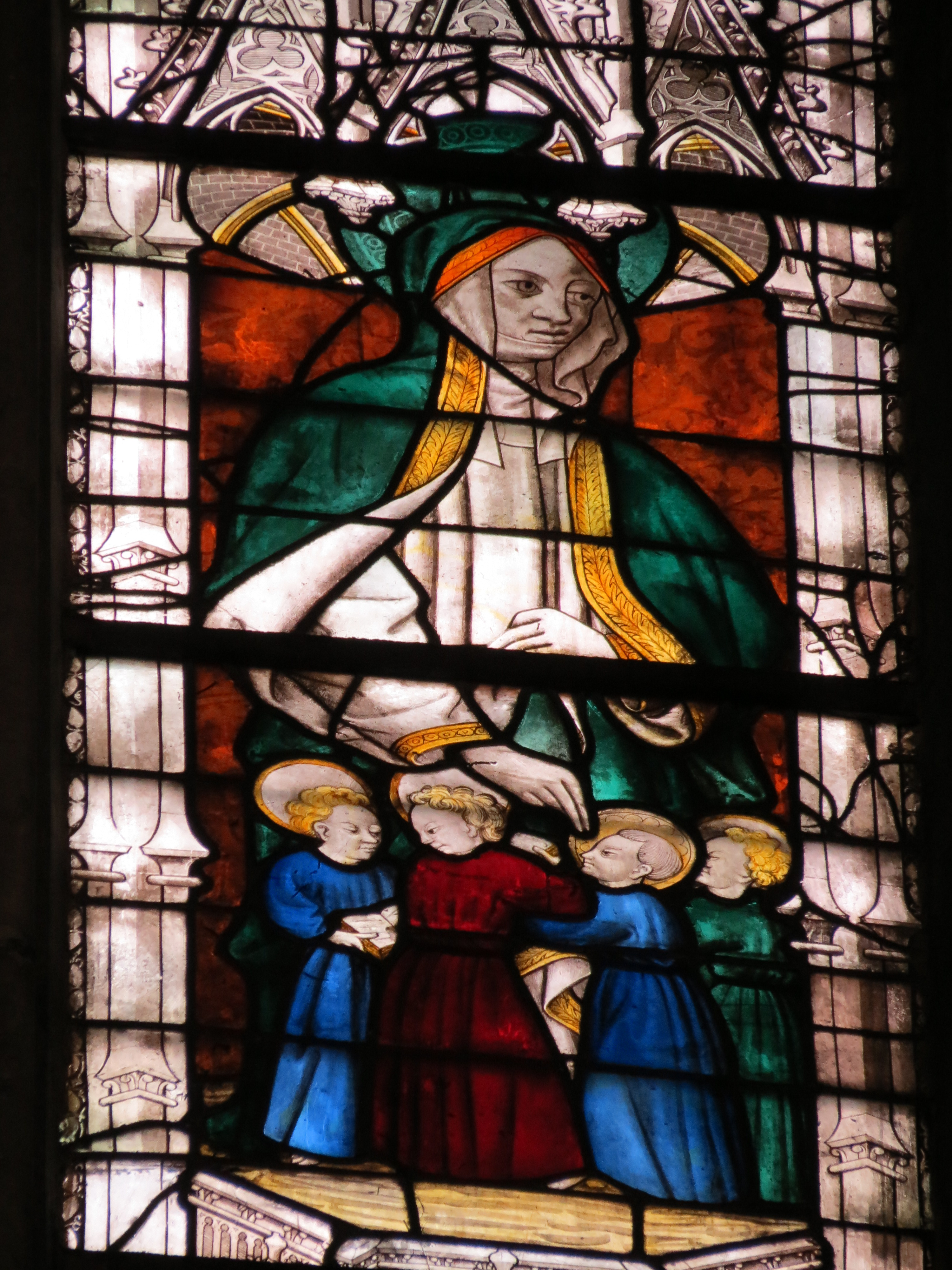
Gebrandschilderd raam, kathedraal van Évreux
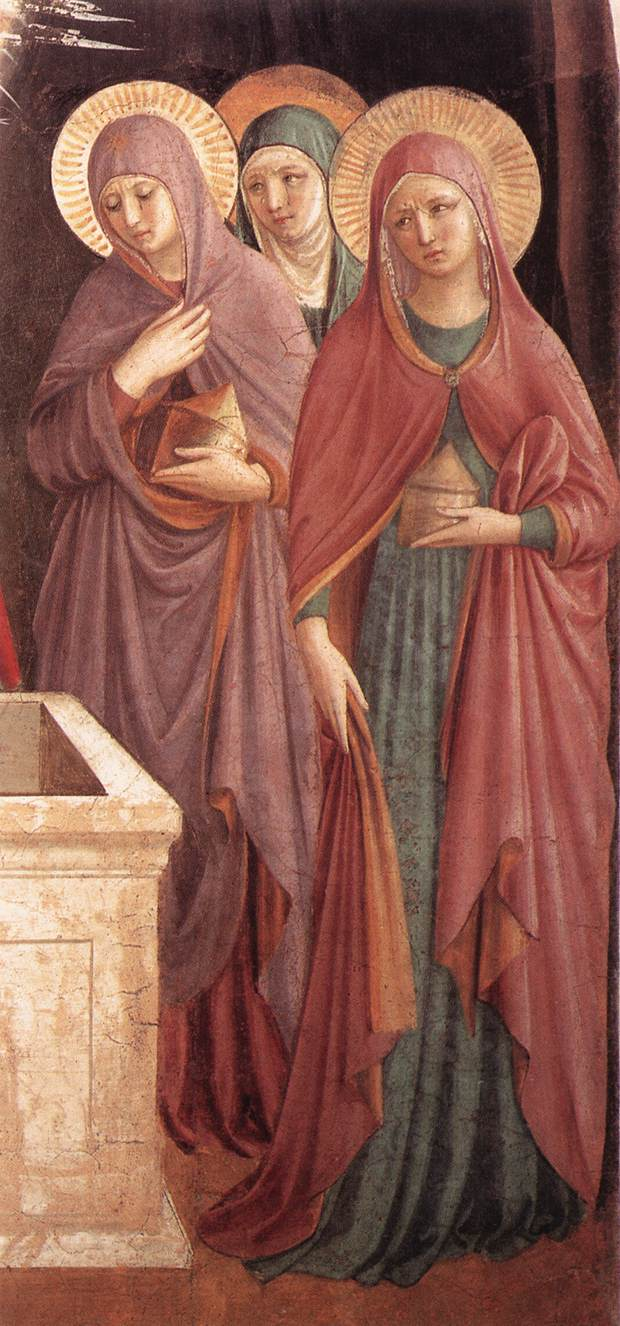
Drie heilige vrouwen, Benozzo Gozzoli, ca. 1440
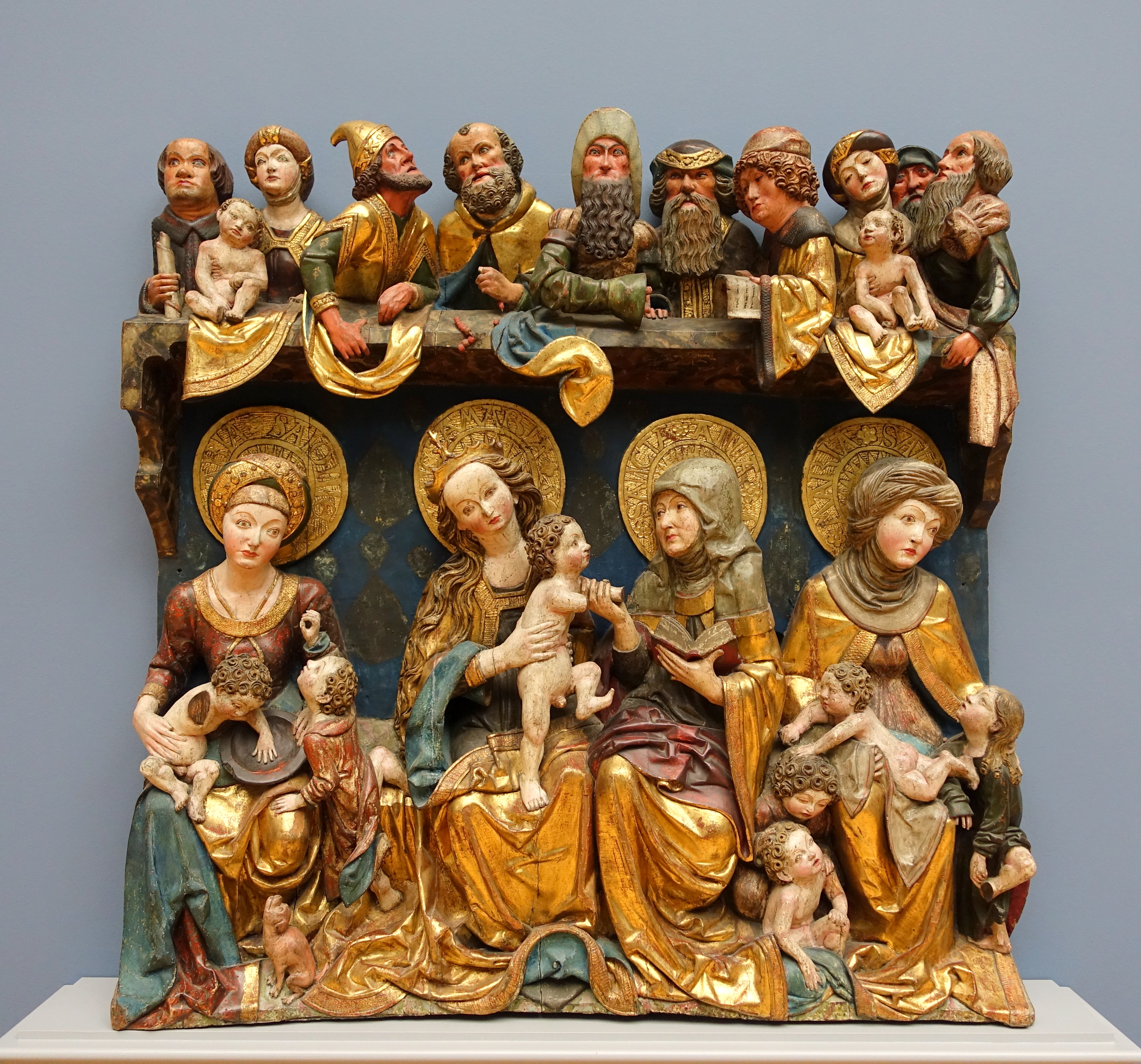
Heilige Maagschap, Silezisch, ca. 1500